# Elton Brown
Elton Alexander Brown Morrison (ur. 16 stycznia 1983) – panamski zapaśnik walczący w obu stylach. Zajął piąte miejsce na igrzyskach panamerykańskich w 2011. Brązowy medalista mistrzostw panamerykańskich w 2008, igrzysk Ameryki Płd. w 2014, igrzysk Ameryki Środkowej i Karaibów w 2006, a także igrzysk boliwaryjskich w 2013. Zdobył cztery złote medale na igrzyskach Ameryki Środkowej w latach 2006-2017.